# Harutiun Abrahamian
Harutiun Abrahamian (orm. Հարություն Աբրահամյան; ur. 4 grudnia 1969 w Erywaniu) – ormiański piłkarz występujący na pozycji bramkarza.

## Kariera klubowa
Abrahamian karierę rozpoczynał w 1987 roku w Araracie Erywań, grającym w pierwszej lidze radzieckiej. W 1989 roku odszedł do trzecioligowego klubu FK Spitak i w tym samym roku spadł z nim do czwartej ligi. W 1991 roku wrócił do Araratu, a w 1992 roku rozpoczął z nim występy w pierwszej lidze ormiańskiej. W kolejnych latach zdobył z nim mistrzostwo Armenii (1993), a także trzy razy Puchar Armenii (1993, 1994, 1995).
Na początku 1997 roku Abrahamian odszedł do irańskiego Keshavarzu, jednak jeszcze w tym samym roku wrócił do Araratu. W 1998 roku grał w zespole Jerewan FA, a potem ponownie w Araracie. W 2000 roku przeniósł się do Miki Asztarak, a w 2001 roku został graczem Spartaka Erywań. W tym samym roku spadł z nim do drugiej ligi, a klub zmienił nazwę na Araks Ararat. W 2002 roku Abrahamian awansował z nim z powrotem do pierwszej ligi. W 2004 roku odszedł do Kotajka Abowian, a w 2005 roku zakończył tam karierę.

## Kariera reprezentacyjna
W reprezentacji Armenii Abrahamian zadebiutował 14 października 1992 w zremisowanym 0:0 towarzyskim meczu z Mołdawią. W latach 1992–2001 w drużynie narodowej rozegrał 26 spotkań.